# Tetsuya Itō
Tetsuya Itō (伊藤 哲也?, Itō Tetsuya; Prefettura di Chiba, 1º ottobre 1970) è un ex calciatore giapponese, di ruolo difensore.